# Bor (mitologija)
Pogledajte također Bor.
Bor (stnord. Borr) ili Bur (stnord. Burr) je bog u nordijskoj mitologiji. Ne postoje indikacije da je on ikada bio štovan.

## Etimologija
Borovo ime znači "sin".

## Mitologija
Bor je sin Burija, pretka svih bogova. Krava Audumbla je oslobodila Burija ližući led, te je svojim mlijekom hranila Imira, praoca ledenih divova.
Premda Borova majka nigdje nije spomenuta, ona je možda neka divica. Naime, Imir je imao jednu kćer, koja se možda udala za Burija.
Bor je oženio divicu Bestlu, kćer diva Boltorna. Sinovi Bora i Bestle su Odin, Vili i Ve.